# فاتح أباد (زهرا السفلى)
فاتح أباد (بالفارسية: فتح‌آباد) هي قرية تقع في إيران في Zahray-ye Pain Rural District. يقدر عدد سكانها بـ 976 نسمة .